# Hoye-Crest
Der Hoye Crest ist mit seinen 1020 Metern der höchste Berg des Garrett County und des US-Bundesstaates Maryland. Der Berg befindet sich unweit der Grenze zu West Virginia. Auf seinem Gipfel steht eine Markierungstafel, welche genaue Informationen über die Erhebung gibt.